# SPIP
SPIP (de sus siglas en francés: Sistema de publicación para una internet participativa) es un software libre de origen francés tipo sistema de gestión de contenidos destinado a la producción de sitios web, orientado a revistas colaborativas en línea e inspirado en los roles de una redacción. 
Es principalmente utilizado en Francia (con más de 25 000 sitios), en sitios de prensa (el webmaster del periódico francés Le Monde diplomatique es uno de los iniciadores del proyecto), en sitios de asociaciones sociales y políticas. 

## Tecnología
Este software está escrito en PHP y se basa en el sistema de base de datos MySQL. Sin embargo, también puede trabajar con SQLite y PostgreSQL. 
Las páginas del sitio son generadas «al vuelo»: los contenidos, almacenados en la base de datos, se muestran utilizando el formato de "esqueletos" que combinan la presentación HTML y un lenguaje de marcado ligero (lenguaje de bucles en la jerga de SPIP) propio del motor de SPIP. 
Adicionalmente, una caché de sistema permite no regenerar las páginas ante cada requerimiento: cuando una página se solicita, en primer lugar SPIP verifica si no existe en su caché y si la copia no es demasiado vieja, se mostrará sin recalcularla. La vida útil de una página es ajustable para cada esqueleto con un variable en la primera línea. 
Incluye un sistema de autenticación que permite el acceso a la interfaz de redacción privada, o bien la identificación pública para, por ejemplo, contenido restringido a usuarios registrados.

## Historia
SPIP fue originalmente creado para el sitio uzine.net por los webmasters del colectivo MiniRézo. Poco después de su lanzamiento en 2001, fue implementado por le Monde diplomatique y otros sitios de envergadura.
A principios de 2003, la versión 1.6 incluyó la interfaz privada en varios idiomas. Un espacio para traductores se puso a disposición para aumentar las traducciones disponibles.
En enero de 2004, la versión 1.7 de SPIP permitió la generación de sitios multilingües, incluyendo también un sistema de indización de contenido, y permitió la incorporación de contenido de otros sitios a través de la sindicación.
En abril de 2005, la interfaz privada de la versión 1.8 fue reescrita en función de un análisis de ergonomía realizado por Diala Aschkar en el marco de su master en diseño. Asimismo, esta versión trajo una modificación importante en el comportamiento del motor de SPIP, especialmente en el analizador sintáctico.

### Versiones
- La versión 1.9 del 1 de julio de 2006 introdujo un sistema de plugins. También cambió la estructura de directorio y los nombres de los archivos de código fuente, pasando de tener extensión .php3 a .php.
- La versión 1.9.1 incorporó un sistema de modelos, inspirado en la arquitectura de Wikipedia.
- La versión 1.9.2 modificó la organización de directorios para permitir la mutualización del código en múltiples sitios web.
- La versión 2.0 aparece en el 2009.
- La versión 3.0 aparece el 19 de mayo de 2012.
- La versión 4.0 aparece el 9 de julio de 2021.